# Бурачинський Осип
О́сип Йосипович Бурачи́нський  (21 серпня 1877, Криворівня, Косівський повіт, Королівство Галичини та Володимирії — 29 лютого 1948, Хойниці, Польська Народна Республіка) — видатний український галицький правник, громадський та політичний діяч, посол до Буковинського сейму, державний секретар судівництва ЗУНР.

## Життєпис

### Походження

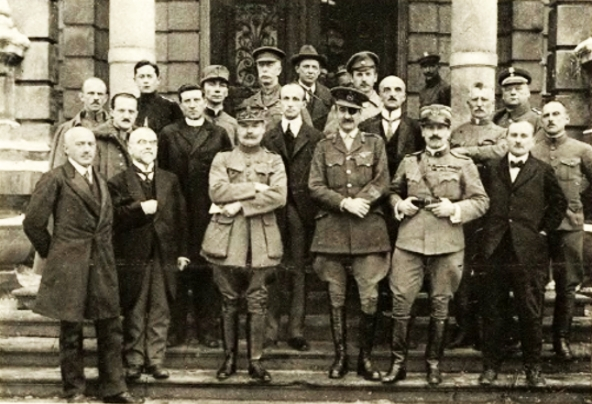
Члени делегацій на перемовинах про припинення вогню. Львів, палац Потоцьких, 26.02.1919 рік.
Перший ряд (зліва направо): Володимир Темницький, Володимир Охримович, голова французької місії генерал Жозеф Бартелемі, керівник британської місії генерал-майор Адріан Картон де Віарт, італійський майор Джузепе Стабіле, Степан Витвицький;
Другий ряд: Альфонс Ерле, отець Франц Ксаверій Бонн, Роберт Говард Лорд (США), Осип Бурачинський, Костянтин Слюсарчук, Теодор Рожанківський;
Третій ряд: стоїть третій — отець Антін Калята, четвертий — британський полковник Смайс, шостий — Вільгельм Фідлєр

Народився 21 серпня 1877 р. у селі Криворівня Косівського повіту на Станиславівщині (нині Верховинський район, Івано-Франківська область) в родині пароха о. Йосипа Бурачинського та його дружини Зеновії.
Йосип Бурачинський (1838—1903) навчався в Чернівцях, Львові, у Віденському університеті студіював теологію, українську літературу, класичну філологію. З 1862 року викладав класичну філологію у Чернівецькій гімназії. 1882 року одружився із Зеновією Навроцькою (1843—1909), донькою пароха с. Кутузова Андрія Навроцького і Марії з Глібовицьких. 1862 року рукопокладений і отримав призначення на парафію в с. Криворівня. З 1885 року і до смерті був парохом у с. Княждвір біля Коломиї.
У сім'ї Йосипа та Зеновії Бурачинських, крім Осипа, було 3 сини та 2 доньки:
- Цецилія  — Целіна (*1860 — †1924) — культурно-громадська діячка, дружина відомого лікаря Івана Куровця;
- Андрій (*1863 — †1941) — доктор медицини, військовий лікар-дерматолог, полковник, шеф санітарної служби УГА, член Українського лікарського товариства, культурно-громадський діяч, одружений з Людмилою Конрец;
- Марія (*1865 — †1935) — культурно-громадська діячка, збирач гуцульського фольклору, укладач словника гуцульських слів, одна з перших членкинь Товариства Руських женщин, дружина о. Олексія Волянського;
- Ераст (*1875 — †1942) — інженер-лісотехнік, одружений з Ольгою з Лопатинських;
- Тит-Євген (*1880 — †1968) — видатний український лікар та громадський діяч, одружений із Зеновією Левинською.

## Правнича та громадська діяльність
Після закінчення правничих студій працював судовим радником у Чернівцях. Своєю активною громадською та культурно-освітньою діяльністю заслужив повагу серед українського населення Буковини. Виявом цієї поваги і довіри стало обрання його послом до Буковинського сейму на період 1911 —1919 рр.
У жовтні 1918 р., як посол від Буковини, став членом Української Національної Ради Західноукраїнської Народної Республіки. Був серед активних організаторів Буковинського народного віча 3 листопада 1918 р. у Чернівцях, на яке зібралося понад 10 тисяч учасників з усіх повітів Буковини. На віче ухвалили, що українські повіти творять окрему українську область, у якій найвищою визнається влада Української Національної Ради у Львові. З січня 1919 р. Осип Бурачинський був обраний державним секретарем судівництва ЗУНР.
У час польської окупації Галичини провадив приватну адвокатську практику в Станиславові та Львові. Пізніше у 30-роках польська влада скерувала його в Поморське воєводство спочатку в місто Старогард-Ґданський на посаду директора окружного суду, пізніше в місто Хойніце на ту ж посаду. Після залишення державної служби провадив приватну адвокатську практику.
Помер Осип Бурачинський 29 лютого 1948 року в місті Хойниці, де похований.

## Родина
Дружина — Олена з Добровольських (*1884 — †1968). Мали трьох дітей:
- Андрія (трагічно загинув у дитинстві)
- Олену (*1908 — †1998) — лікаря-стоматолога
- Марію (*1912 — †1998)— бухгалтера.